# Blacophanes pallida
Blacophanes pallida är en fjärilsart som beskrevs av Turner 1939. Blacophanes pallida ingår i släktet Blacophanes och familjen plattmalar. Inga underarter finns listade i Catalogue of Life.